# 鷲津駅
鷲津駅（わしづえき）は、静岡県湖西市鷲津にある、東海旅客鉄道（JR東海）東海道本線の駅である。駅番号はCA39。
運行形態の詳細は「東海道線 (静岡地区)」を参照。

## 歴史

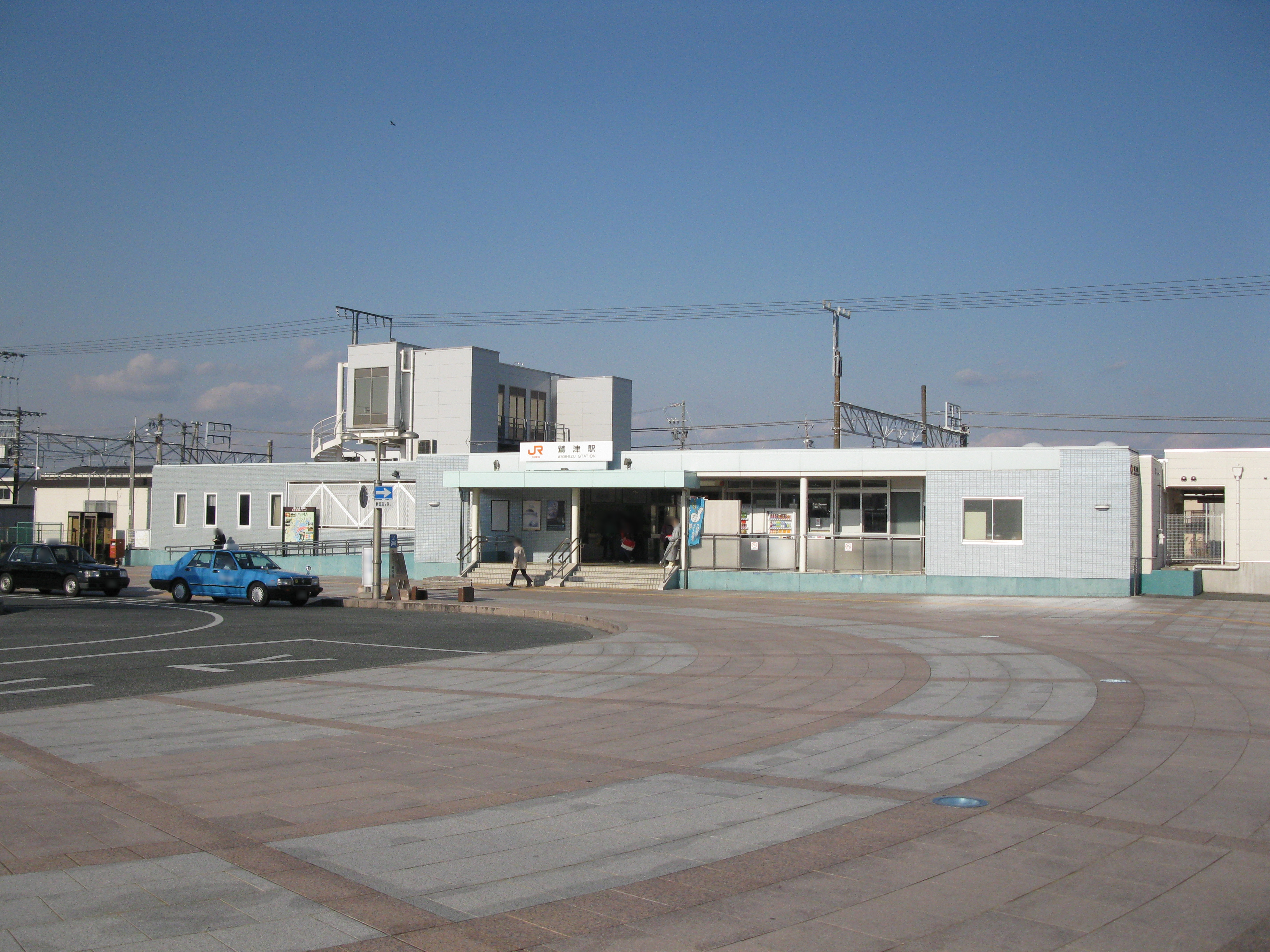
旧駅舎（2011年1月）

- 1888年（明治21年）9月1日：官設鉄道浜松駅 - 大府駅間の開通時に開業[1]。一般駅[2]。
- 1895年（明治28年）4月1日：線路名称制定。東海道線（1909年に東海道本線に改称）の所属となる。
- 1960年（昭和35年）11月26日：鉄骨コンクリートブロック造平屋建て駅舎に改築（二代目）[3]。
- 1962年（昭和37年）2月25日：駅構内で上り貨物列車9両が脱線。タンク車から濃硫酸が流出して浜名湖へ流入して養殖業に被害[4]。
- 1971年（昭和46年）4月26日：貨物の取扱を廃止[2]。
  - 駅北側にあった富士紡績鷲津工場（2000年閉鎖）への専用線があった。
- 1986年（昭和61年）11月1日：荷物の取扱を廃止[2]。
- 1987年（昭和62年）4月1日：国鉄分割民営化により、東海旅客鉄道（JR東海）の駅となる[2]。
- 2008年（平成20年）3月1日：TOICAのサービス開始。

## 駅構造
単式ホーム1面1線と島式ホーム1面2線、合計2面3線のホームを持つ地上駅。構内南側の単式ホームが1番線、北側の島式ホームが2・3番線となっている。2つのホームは跨線橋で連絡している。
駅長・駅員配置駅（直営駅）である。管理駅として、弁天島駅・新居町駅・新所原駅の3駅を管理している。オレンジカード対応自動券売機や自動改札機、JR全線きっぷうりばがある。

### のりば
| 番線 | 路線           | 方向           | 行先             |
| ---- | -------------- | -------------- | ---------------- |
| 1    | CA 東海道本線  | 下り           | 豊橋・名古屋方面 |
| 2    | CA 東海道本線  | 上り           | 浜松・静岡方面   |
| 3    | （予備ホーム） | （予備ホーム） | （予備ホーム）   |

（出典：JR東海:駅構内図）

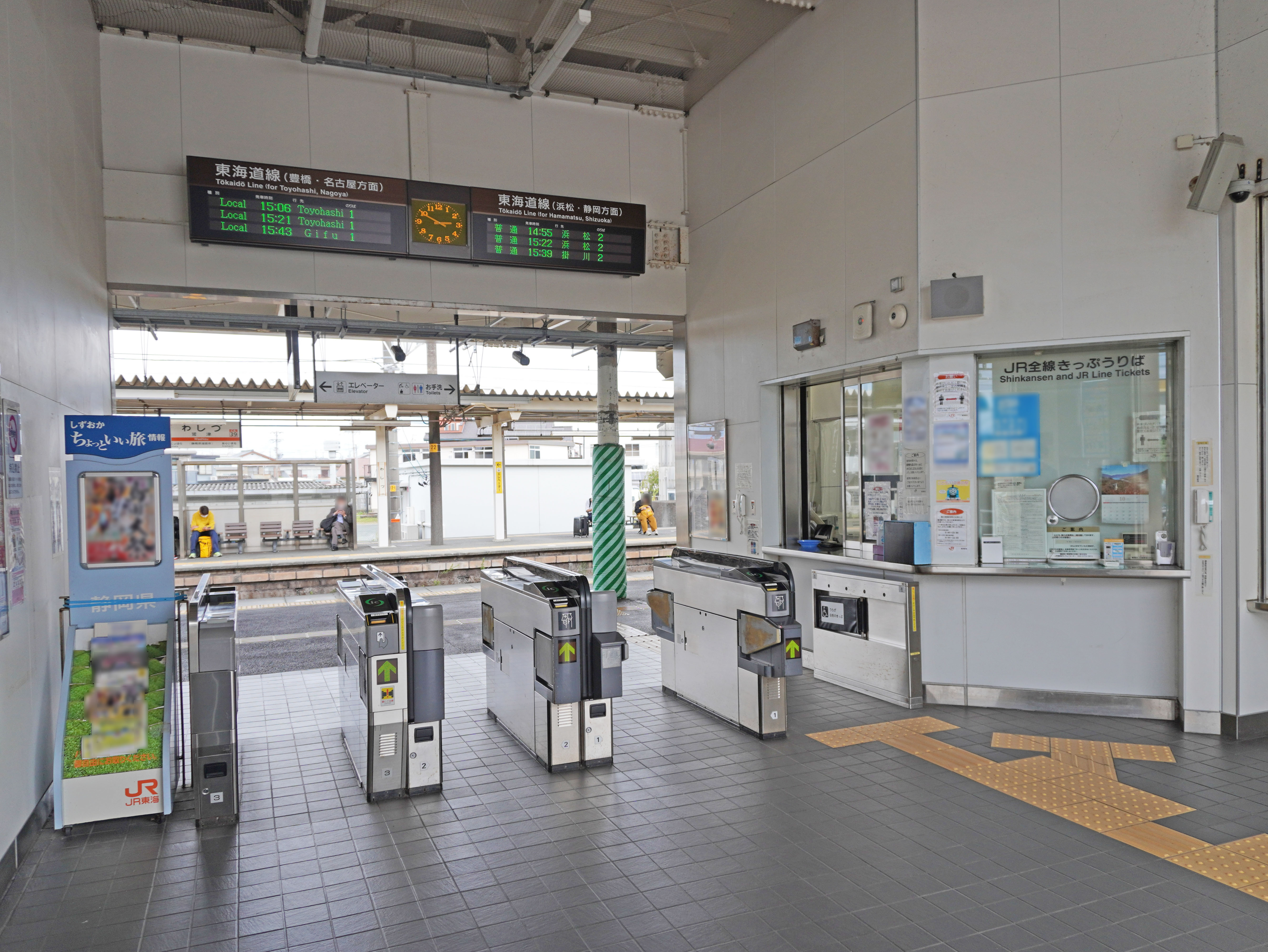
改札口（2022年10月）
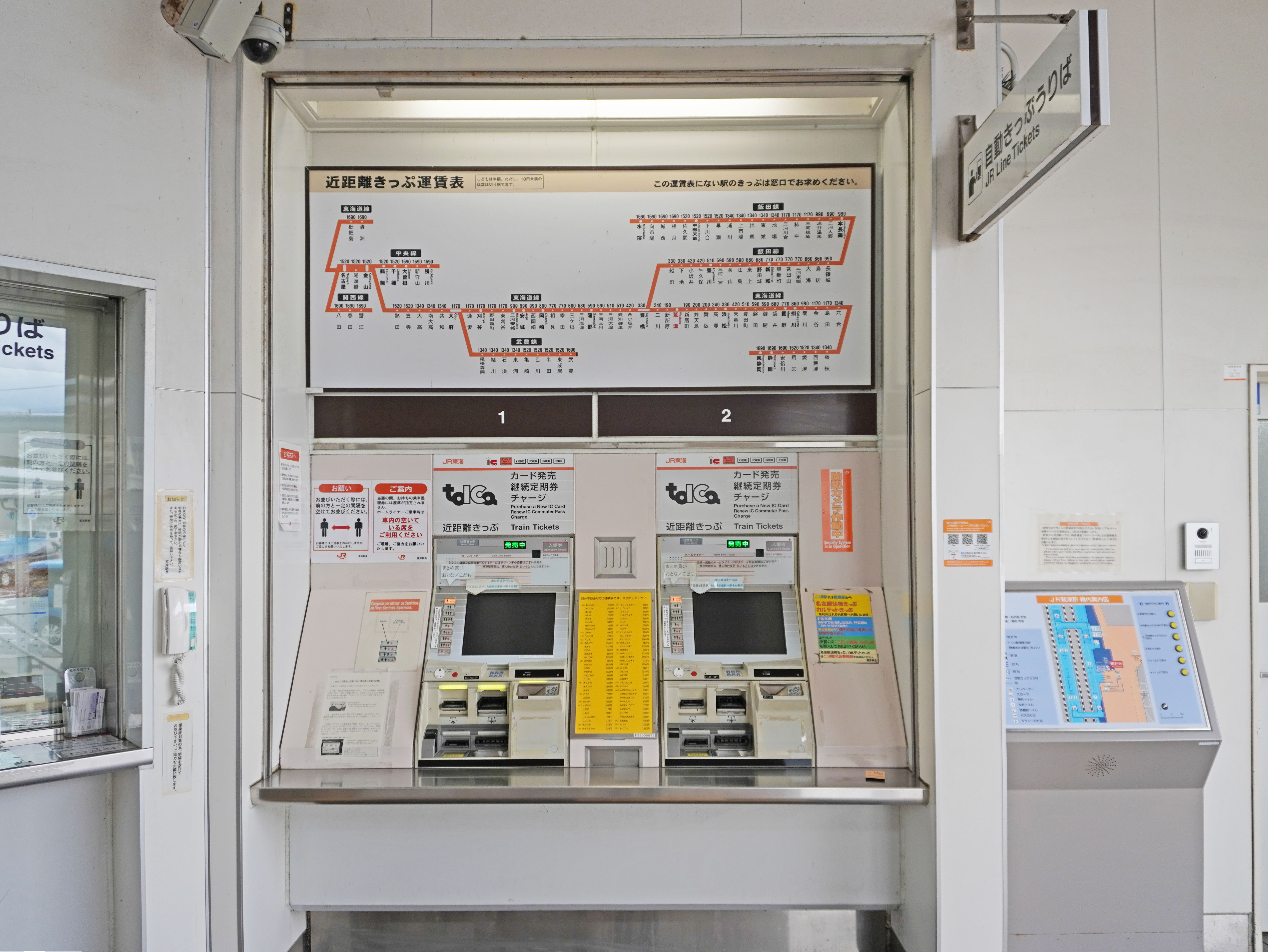
自動券売機（2022年10月）
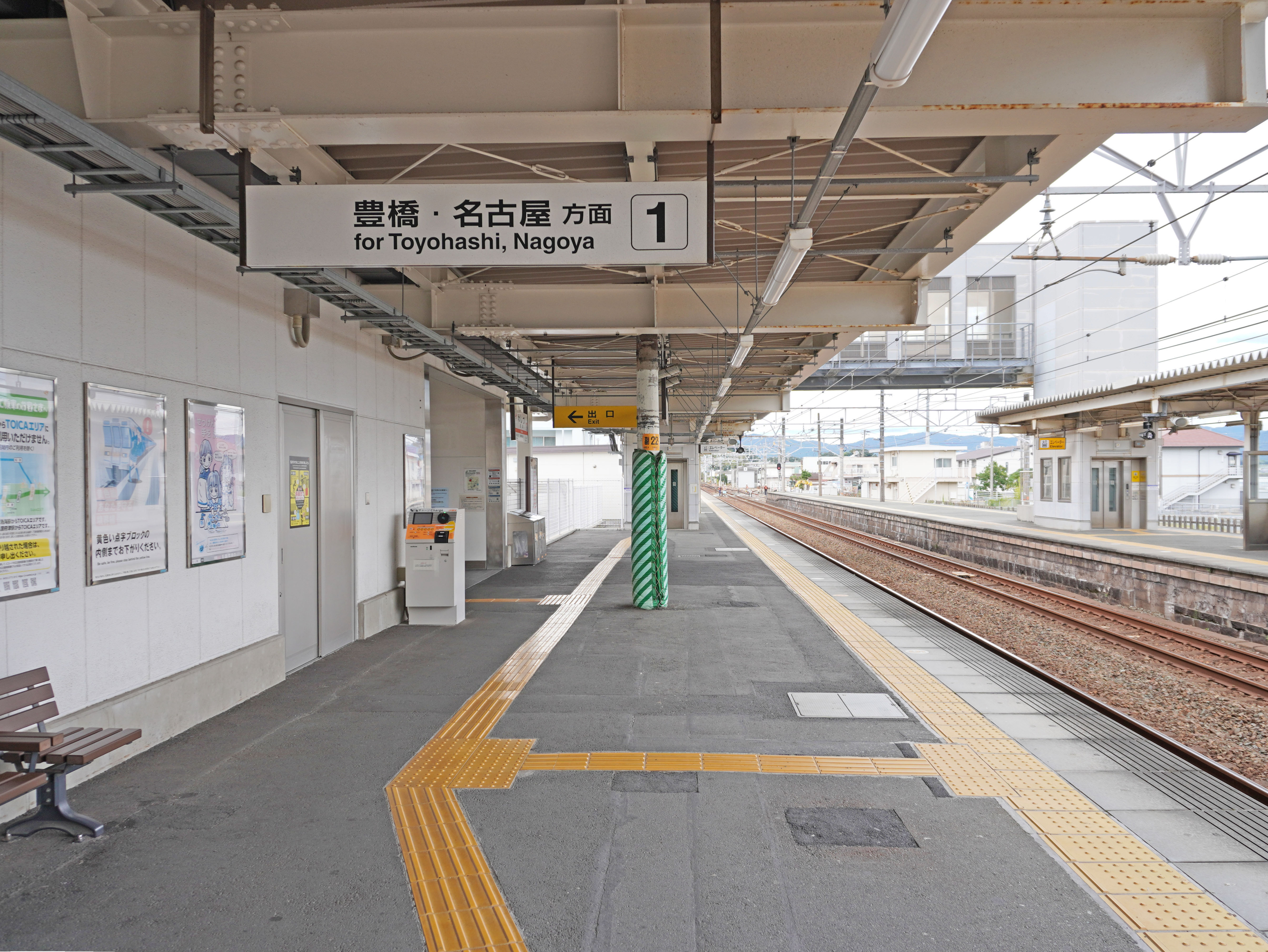
1番線ホーム（2022年10月）
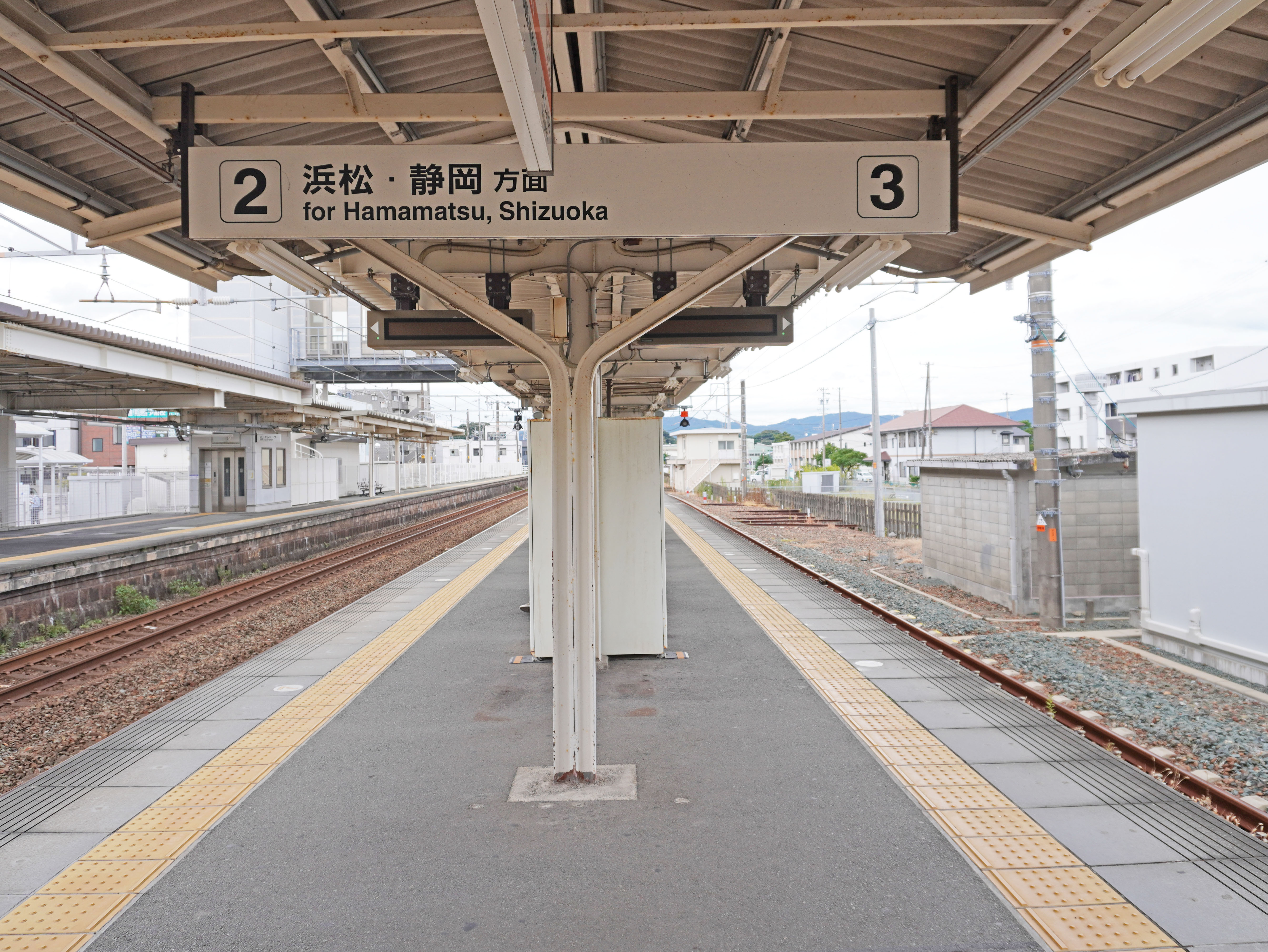
2・3番線ホーム（2022年10月）

## 利用状況
「静岡県統計年鑑」によると、2021年度（令和3年度）の1日平均乗車人員は2,638人である。
1993年度（平成5年度）以降の推移は以下のとおりである。
| 乗車人員推移       | 乗車人員推移     | 乗車人員推移 |
| 年度               | 1日平均 乗車人員 | 出典         |
| ------------------ | ---------------- | ------------ |
| 1993年（平成05年） | 4,183            | [ 5 ]        |
| 1994年（平成06年） | 3,727            | [ 5 ]        |
| 1995年（平成07年） | 3,639            | [ 5 ]        |
| 1996年（平成08年） | 3,676            | [ 5 ]        |
| 1997年（平成09年） | 3,526            | [ 5 ]        |
| 1998年（平成10年） | 3,416            | [ 5 ]        |
| 1999年（平成11年） | 3,309            | [ 5 ]        |
| 2000年（平成12年） | 3,246            | [ 5 ]        |
| 2001年（平成13年） | 3,201            | [ 5 ]        |
| 2002年（平成14年） | 3,146            | [ 5 ]        |
| 2003年（平成15年） | 3,075            | [ 5 ]        |
| 2004年（平成16年） | 3,206            | [ 5 ]        |
| 2005年（平成17年） | 3,189            | [ 5 ]        |
| 2006年（平成18年） | 3,222            | [ 5 ]        |
| 2007年（平成19年） | 3,290            | [ 5 ]        |
| 2008年（平成20年） | 3,305            | [ 5 ]        |
| 2009年（平成21年） | 3,104            | [ 5 ]        |
| 2010年（平成22年） | 3,146            | [ 5 ]        |
| 2011年（平成23年） | 3,171            | [ 5 ]        |
| 2012年（平成24年） | 3,213            | [ 5 ]        |
| 2013年（平成25年） | 3,287            | [ 5 ]        |
| 2014年（平成26年） | 3,393            | [ 5 ]        |
| 2015年（平成27年） | 3,485            | [ 5 ]        |
| 2016年（平成28年） | 3,507            | [ 5 ]        |
| 2017年（平成29年） | 3,480            | [ 5 ]        |
| 2018年（平成30年） | 3,458            | [ 5 ]        |
| 2019年（令和元年） | 3,390            | [ 5 ]        |
| 2020年（令和02年） | 2,656            | [ 5 ]        |
| 2021年（令和03年） | 2,638            | [ 5 ]        |

## 駅周辺
- 浜名湖
- 国道301号
- 湖西市役所
- 湖西郵便局
- 遠鉄ストア湖西店
- ケーズデンキ湖西店 - 遠鉄ストアと隣接
- 遠鉄トラベル湖西支店
- スーパーマーケットバロー湖西店
- 本興寺
- 白須賀宿（バスで20分、平日のみ）
- 湖西市コミュニティバス（コーちゃんバス）「鷲津駅」停留所
- 豊橋信用金庫 湖西支店

## 備考
- 当駅から1.6 km名古屋寄りの線路上の地点が、東海道本線の東京→大阪間 (556.4 km) の中間地点 (278.2 km) である。
- 湖西市鷲津地区のみならず、新所地区や新居地区（湖西市新居町中之郷）の一部も利用圏に含まれる。

## 隣の駅
東海旅客鉄道（JR東海）
CA 東海道本線
■特別快速・■新快速・■快速・■区間快速・■普通（快速は上りのみ、区間快速は下りのみ運転）
新居町駅 (CA38) - 鷲津駅 (CA39) - 新所原駅 (CA40)